# Bill Nye Saves the World
Bill Nye Saves the World è uno show televisivo americano disponibile in streaming, anche in Italia, sulla piattaforma Netflix, il cui conduttore è Bill Nye. Il sottotitolo dello show è "Emmy-winning host Bill Nye brings experts and famous guests to his lab for a talk show exploring scientific issues that touch our lives" (Il conduttore vincitore degli Emmy Bill Nye porta degli esperti e ospiti famosi nel suo laboratorio per un talk show esplorando problemi scientifici che toccano le nostre vite), la serie è focalizzata sulla relazione fra la scienza e la politica, la cultura pop e la società. La prima stagione esplora argomenti come il cambiamento climatico, medicina alternativa e i videogiochi da un punto di vista scientifico, sfatando miti e affermazioni anti-scientifiche.